# Benny Borg
Benny Borg, (Gotemburgo, 13 de noviembre de 1945) es un cantante y compositor sueco.
Nacido en Suecia, se mudó a Noruega en 1968, contrajo matrimonio con la cantante Kirsti Sparboe en 1972, separándose en 1978. Conocido por su cooperación con el grupo Dizzie Tunes, y con Grethe Kausland. Ganó el premio "Spellemannprisen" en 1973,
Representó a Noruega en el Festival de la Canción de Eurovisión 1972 que tuvo lugar en Edimburgo junto a Grethe Kausland, consiguiendo la 14.ª posición. Interpretaron la canción "Småting"